# 2022–2023-as angol labdarúgó-bajnokság (első osztály)
A 2022–2023-as angol labdarúgó-bajnokság a Premier League 31. szezonja, összességében a 124. profi angol bajnoki szezon.
A Manchester City kétszeres címvédő volt, a csapat az előző két szezonban a hetedik és a nyolcadik bajnoki címét nyerte el. Azzal, hogy a 2022–2023-as szezonban is a City lett a bajnok, mindössze a második csapat lett a bajnokság történetében a Manchester United után (kétszer: 2007–2009 és 1999–2001), amelyik sorozatban háromszor első lett. Erling Haaland megdöntötte a rekordot a legtöbb szerzett gólért egy szezonban a Premier League történetében, ami a szezon előtt 34 volt. Ezek mellett ebben a szezonban érték el a csapatok a leggyorsabban az ezer szerzett gólt a bajnokságban, a 36. játéknapra.
A szezon mérkőzéseinek beosztását 2022. június 15-én adták ki. A három csere helyett ebben a szezonban már ötöt válthatnak a csapatok, de mindössze három alkalommal, a többi európai topligákhoz hasonlóan. A 2022-es világbajnokság miatt tartottak egy szünetet a szezon közepén november 13. és december 26. között, mindössze 8 nappal a világbajnokság döntője után kezdődött újra a Premier League. A szezon előtt a játékosok és a csapatok úgy döntöttek, hogy nem fogják folytatni a mérkőzések előtti térdelést, amelyet a rasszizmus és a diszkrimináció elleni fellépésként tettek. Ettől függetlenül bizonyos pontokon a szezonban visszahozták, például karácsonykor. A szezon közben a csapatok abban is megegyezésre jutottak, hogy betiltják a szerencsejátékokat működtető cégekkel kötött mezszponzori szerződéseket.
Ebben a szezonban a Liverpool, a Manchester United és az Everton csapata is bejelentette, hogy tulajdonosaik tervezik eladni a klubokat. Azt követően, hogy hónapokig egy ajánlat se érkezett a csapatra, a Liverpool tulajdonosai visszavonták eladási szándékukat. A United sorsáról a következő szezonban született döntés. Mindezek mellett a Premier League vád alá helyezte a Manchester City csapatát a szezon során, amiért több, mint százszor megszegték a liga pénzügyi szabályait. Márciusban az Everton ügyét is egy független bizottság figyelmébe ajánlotta a bajnokság, szintén pénzügyi szabályok megszegése miatt.

## Csapatok
Húsz csapat szerepel a bajnokságban: az előző szezon 17 legjobb csapata és a három feljutott csapat a másodosztályból. A feljutott csapatok a Fulham, a Bournemouth és a Nottingham Forest, akik egy, két és huszonhárom év után tértek vissza az élvonalba. A Nottingham Forest 23 éves távolmaradása a leghosszabb idő két Premier League szezon között a bajnokság történetében. A kiesők az előző szezonban a Burnley, a Watford és a Norwich City, akik hat és egy-egy szezon után hagyják ott az élvonalat.

### Csapatváltozások
| Feljutott az első osztályba | Kiesett a másodosztályba |
| --------------------------- | ------------------------ |
| Fulham                      | Norwich City             |
| Bournemouth                 | Watford                  |
| Nottingham Forest           | Burnley                  |

### Stadionok és adatok
| Csapat                  | Hely                      | Stadion                   | Befogadóképesség |
| ----------------------- | ------------------------- | ------------------------- | ---------------- |
| Arsenal                 | London (Holloway)         | Emirates Stadion          | 60 704           |
| Aston Villa             | Birmingham                | Villa Park                | 42 682           |
| Bournemouth             | Bournemouth               | Dean Court                | 11 364           |
| Brentford               | London (Brentford)        | Gtech Közösségi Stadion   | 17 250           |
| Brighton & Hove Albion  | Falmer                    | Falmer Stadion            | 31 800           |
| Chelsea                 | London (Fulham)           | Stamford Bridge           | 40 834           |
| Crystal Palace          | London (Selhurst)         | Selhurst Park             | 25 486           |
| Everton                 | Liverpool (Walton)        | Goodison Park             | 39 414           |
| Fulham                  | London (Fulham)           | Craven Cottage            | 19 359           |
| Leeds United            | Leeds                     | Elland Road               | 37 792           |
| Leicester City          | Leicester                 | King Power Stadion        | 32 312           |
| Liverpool               | Liverpool (Anfield)       | Anfield                   | 53 394           |
| Manchester City         | Manchester (Bradford)     | Etihad Stadion            | 55 017           |
| Manchester United       | Manchester (Old Trafford) | Old Trafford              | 74 140           |
| Newcastle United        | Newcastle upon Tyne       | St James’ Park            | 52 305           |
| Nottingham Forest       | West Bridgford            | City Ground               | 30 446           |
| Southampton             | Southampton               | St Mary Stadion           | 32 384           |
| Tottenham Hotspur       | London (Tottenham)        | Tottenham Hotspur Stadion | 62 850           |
| West Ham United         | London (Stratford)        | London Stadion            | 60 000           |
| Wolverhampton Wanderers | Wolverhampton             | Molineux Stadion          | 32 050           |

### Áttekintés
| Csapat                  | Menedzser        | Csapatkapitány    | Mezgyártó | Szponzor (mellkas) | Szponzor (kar) |
| ----------------------- | ---------------- | ----------------- | --------- | ------------------ | -------------- |
| Arsenal                 | Mikel Arteta     | Martin Ødegaard   | Adidas    | Emirates           | Visit Rwanda   |
| Aston Villa             | Unai Emery       | John McGinn       | Castore   | Cazoo              | Kaiyun Sports  |
| Bournemouth             | Gary O’Neil      | Neto              | Umbro     | Dafabet            | DeWalt         |
| Brentford               | Thomas Frank     | Pontus Jansson    | Umbro     | Hollywoodbets      | Safetyculture  |
| Brighton & Hove Albion  | Roberto De Zerbi | Lewis Dunk        | Nike      | American Express   | SnickersUK.com |
| Chelsea                 | Frank Lampardmb. | César Azpilicueta | Nike      | Three              | WhaleFin       |
| Crystal Palace          | Roy Hodgson      | Luka Milivojević  | Macron    | Cinch              | Mukuru         |
| Everton                 | Sean Dyche       | Séamus Coleman    | Hummel    | Stake.com          | BOXT           |
| Fulham                  | Marco Silva      | Tim Ream          | Adidas    | W88                | World Mobile   |
| Leeds United            | Sam Allardyce    | Liam Cooper       | Adidas    | SBOTOP             | Wish           |
| Leicester City          | Dean Smithmb.    | Jonny Evans       | Adidas    | FBS                | Bia Saigon     |
| Liverpool               | Jürgen Klopp     | Jordan Henderson  | Nike      | Standard Chartered | Expedia        |
| Manchester City         | Pep Guardiola    | İlkay Gündoğan    | Puma      | Etihad Airways     | Nexen Tire     |
| Manchester United       | Erik ten Hag     | Harry Maguire     | Adidas    | TeamViewer         | DXC Technology |
| Newcastle United        | Eddie Howe       | Jamaal Lascelles  | Castore   | FUN88              | noon.com       |
| Nottingham Forest       | Steve Cooper     | Joe Worrall       | Macron    | ENSZ MF            | Nincs          |
| Southampton             | Rubén Sellés     | James Ward-Prowse | Hummel    | Sportsbet.io       | JD Sports      |
| Tottenham Hotspur       | Ryan Masonmb.    | Hugo Lloris       | Nike      | AIA                | Cinch          |
| West Ham United         | David Moyes      | Declan Rice       | Umbro     | Betway             | Scope Markets  |
| Wolverhampton Wanderers | Julen Lopetegui  | Rúben Neves       | Castore   | AstroPay           | 12BET          |

### Menedzseri változások
| Csapat                  | Távozó                        | Indok                           | Távozás dátuma       | Klub helyezése       | Érkező                        | Kinevezés dátuma     |
| ----------------------- | ----------------------------- | ------------------------------- | -------------------- | -------------------- | ----------------------------- | -------------------- |
| Manchester United       | Ralf Rangnick                 | Megbízott kinevezés vége        | 2022. május 23.      | Szezon kezdete előtt | Erik ten Hag                  | 2022. május 24.      |
| Bournemouth             | Scott Parker                  | Kirúgva                         | 2022. augusztus 30.  | 17.                  | Gary O’Neil                   | 2022. november 27.   |
| Chelsea                 | Thomas Tuchel                 | Kirúgva                         | 2022. szeptember 7.  | 6.                   | Graham Potter                 | 2022. szeptember 8.  |
| Brighton & Hove Albion  | Graham Potter                 | Távozott a Chelsea csapatához   | 2022. szeptember 8.  | 4.                   | Andrew Crofts (megbízott)     | 2022. szeptember 8.  |
| Brighton & Hove Albion  | Andrew Crofts                 | Megbízott kinevezés vége        | 2022. szeptember 18. | 4.                   | Roberto De Zerbi              | 2022. szeptember 18. |
| Wolverhampton Wanderers | Bruno Lage                    | Kirúgva                         | 2022. október 2.     | 18.                  | Steve Davis (megbízott)       | 2022. október 2.     |
| Aston Villa             | Steven Gerrard                | Kirúgva                         | 2022. október 20.    | 17.                  | Aaron Danks (megbízott)       | 2022. október 21.    |
| Aston Villa             | Aaron Danks                   | Megbízott kinevezés vége        | 2022. október 21.    | 14.                  | Unai Emery                    | 2022. november 1.    |
| Wolverhampton Wanderers | Steve Davis                   | Megbízott kinevezés vége        | 2022. november 14.   | 19.                  | Julen Lopetegui               | 2022. november 14.   |
| Southampton             | Ralph Hasenhüttl              | Kirúgva                         | 2022. november 7.    | 18.                  | Nathan Jones                  | 2022. november 10.   |
| Everton                 | Frank Lampard                 | Kirúgva                         | 2023. január 23.     | 19.                  | Sean Dyche                    | 2023. január 30.     |
| Leeds United            | Jesse Marsch                  | Kirúgva                         | 2023. február 6.     | 17.                  | Javi Gracia                   | 2023. február 21.    |
| Southampton             | Nathan Jones                  | Kirúgva                         | 2023. február 12.    | 20.                  | Rubén Sellés                  | 2023. február 12.    |
| Crystal Palace          | Patrick Vieira                | Kirúgva                         | 2023. március 17.    | 12.                  | Roy Hodgson                   | 2023. március 21.    |
| Tottenham Hotspur       | Antonio Conte                 | Közös megegyezés                | 2023. március 26.    | 4.                   | Cristian Stellini (megbízott) | 2023. március 26.    |
| Leicester City          | Brendan Rodgers               | Kirúgva                         | 2023. április 2.     | 18.                  | Adam Sadler (megbízott)       | 2023. április 2.     |
| Chelsea                 | Graham Potter                 | Kirúgva                         | 2023. április 2.     | 11.                  | Bruno Saltor (megbízott)      | 2023. április 2.     |
| Chelsea                 | Bruno Saltor                  | Megbízott kinevezés vége        | 2023. április 6.     | 11.                  | Frank Lampard (megbízott)     | 2023. április 6.     |
| Leicester City          | Adam Sadler                   | Megbízott kinevezés vége        | 2023. április 10.    | 19.                  | Dean Smith (megbízott)        | 2023. április 10.    |
| Tottenham Hotspur       | Cristian Stellini (megbízott) | Megbízott kinevezés megszakítva | 2023. április 24.    | 5.                   | Ryan Mason (megbízott)        | 2023. április 24.    |
| Leeds United            | Javi Gracia                   | Kirúgva                         | 2023. május 3.       | 18.                  | Sam Allardyce                 | 2023. május 3.       |

## Tabella
| Hely. | Csapat                  | M  | Gy | D  | V  | G+ | G– | Gk  | P  | Továbbjutás vagy kiesés            |
| ----- | ----------------------- | -- | -- | -- | -- | -- | -- | --- | -- | ---------------------------------- |
| 1.    | Manchester City CV (B)  | 38 | 28 | 5  | 5  | 94 | 33 | +61 | 89 | Bajnokok Ligája-csoportkör         |
| 2.    | Arsenal                 | 38 | 26 | 6  | 6  | 88 | 43 | +45 | 84 | Bajnokok Ligája-csoportkör         |
| 3.    | Manchester United       | 38 | 23 | 6  | 9  | 58 | 43 | +15 | 75 | Bajnokok Ligája-csoportkör         |
| 4.    | Newcastle United        | 38 | 19 | 14 | 5  | 68 | 33 | +35 | 71 | Bajnokok Ligája-csoportkör         |
| 5.    | Liverpool               | 38 | 19 | 10 | 9  | 75 | 47 | +28 | 67 | Európa-liga-csoportkör             |
| 6.    | Brighton & Hove Albion  | 38 | 18 | 8  | 12 | 72 | 53 | +19 | 62 | Európa-liga-csoportkör             |
| 7.    | Aston Villa             | 38 | 18 | 7  | 13 | 51 | 46 | +5  | 61 | Európa Konferencia Liga, rájátszás |
| 8.    | Tottenham Hotspur       | 38 | 18 | 6  | 14 | 70 | 63 | +7  | 60 |                                    |
| 9.    | Brentford               | 38 | 15 | 14 | 9  | 58 | 46 | +12 | 59 |                                    |
| 10.   | Fulham Ú                | 38 | 15 | 7  | 16 | 55 | 53 | +2  | 52 |                                    |
| 11.   | Crystal Palace          | 38 | 11 | 12 | 15 | 40 | 49 | −9  | 45 |                                    |
| 12.   | Chelsea                 | 38 | 11 | 11 | 16 | 38 | 47 | −9  | 44 |                                    |
| 13.   | Wolverhampton Wanderers | 38 | 11 | 8  | 19 | 31 | 58 | −27 | 41 |                                    |
| 14.   | West Ham United         | 38 | 11 | 7  | 20 | 42 | 55 | −13 | 40 | Európa-liga-csoportkör             |
| 15.   | Bournemouth Ú           | 38 | 11 | 6  | 21 | 37 | 71 | −34 | 39 |                                    |
| 16.   | Nottingham Forest Ú     | 38 | 9  | 11 | 18 | 38 | 68 | −30 | 38 |                                    |
| 17.   | Everton                 | 38 | 8  | 12 | 18 | 34 | 57 | −23 | 36 |                                    |
| 18.   | Leicester City          | 38 | 9  | 7  | 22 | 51 | 68 | −17 | 34 | Kiesik az EFL Championshipbe       |
| 19.   | Leeds United            | 38 | 7  | 10 | 21 | 48 | 78 | −30 | 31 | Kiesik az EFL Championshipbe       |
| 20.   | Southampton             | 38 | 6  | 7  | 25 | 36 | 73 | −37 | 25 | Kiesik az EFL Championshipbe       |

1. ↑  A West Ham United az Európa Konferencia Liga megnyerésével jutott be.
2. ↑  A ligakupát megnyerő Manchester United bejutott az UEFA-bajnokok ligájába a bajnokságon keresztül, így a győzelmükért járó helyezést a bajnoki hetedik kapta.
3. ↑  A West Ham United az Európa Konferencia Liga megnyerésével jutott be.

## Mérkőzések
| Hazai \ Vendég          | ARS | AVL | BOU | BRE | BHA | CHE | CRY | EVE | FUL | LEE | LEI | LIV | MCI | MUN | NEW | NOT | SOU | TOT | WHU | WOL |
| ----------------------- | --- | --- | --- | --- | --- | --- | --- | --- | --- | --- | --- | --- | --- | --- | --- | --- | --- | --- | --- | --- |
| Arsenal                 | —   | 2–1 | 3–2 | 1–1 | 0–3 | 3–1 | 4–1 | 4–0 | 2–1 | 4–1 | 4–2 | 3–2 | 1–3 | 3–2 | 0–0 | 5–0 | 3–3 | 3–1 | 3–1 | 5–0 |
| Aston Villa             | 2–4 | —   | 3–0 | 4–0 | 2–1 | 0–2 | 1–0 | 2–1 | 1–0 | 2–1 | 2–4 | 1–3 | 1–1 | 3–1 | 3–0 | 2–0 | 1–0 | 2–1 | 0–1 | 1–1 |
| Bournemouth             | 0–3 | 2–0 | —   | 0–0 | 0–2 | 1–3 | 0–2 | 3–0 | 2–1 | 4–1 | 2–1 | 1–0 | 1–4 | 0–1 | 1–1 | 1–1 | 0–1 | 2–3 | 0–4 | 0–0 |
| Brentford               | 0–3 | 1–1 | 2–0 | —   | 2–0 | 0–0 | 1–1 | 1–1 | 3–2 | 5–2 | 1–1 | 3–1 | 1–0 | 4–0 | 1–2 | 2–1 | 3–0 | 2–2 | 2–0 | 1–1 |
| Brighton & Hove Albion  | 2–4 | 1–2 | 1–0 | 3–3 | —   | 4–1 | 1–0 | 1–5 | 0–1 | 1–0 | 5–2 | 3–0 | 1–1 | 1–0 | 0–0 | 0–0 | 3–1 | 0–1 | 4–0 | 6–0 |
| Chelsea                 | 0–1 | 0–2 | 2–0 | 0–2 | 1–2 | —   | 1–0 | 2–2 | 0–0 | 1–0 | 2–1 | 0–0 | 0–1 | 1–1 | 1–1 | 2–2 | 0–1 | 2–2 | 2–1 | 3–0 |
| Crystal Palace          | 0–2 | 3–1 | 2–0 | 1–1 | 1–1 | 1–2 | —   | 0–0 | 0–3 | 2–1 | 2–1 | 0–0 | 0–1 | 1–1 | 0–0 | 1–1 | 1–0 | 0–4 | 4–3 | 2–1 |
| Everton                 | 1–0 | 0–2 | 1–0 | 1–0 | 1–4 | 0–1 | 3–0 | —   | 1–3 | 1–0 | 0–2 | 0–0 | 0–3 | 1–2 | 1–4 | 1–1 | 1–2 | 1–1 | 1–0 | 1–2 |
| Fulham                  | 0–3 | 3–0 | 2–2 | 3–2 | 2–1 | 2–1 | 2–2 | 0–0 | —   | 2–1 | 5–3 | 2–2 | 1–2 | 1–2 | 1–4 | 2–0 | 2–1 | 0–1 | 0–1 | 1–1 |
| Leeds United            | 0–1 | 0–0 | 4–3 | 0–0 | 2–2 | 3–0 | 1–5 | 1–1 | 2–3 | —   | 1–1 | 1–6 | 1–3 | 0–2 | 2–2 | 2–1 | 1–0 | 1–4 | 2–2 | 2–1 |
| Leicester City          | 0–1 | 1–2 | 0–1 | 2–2 | 2–2 | 1–3 | 0–0 | 2–2 | 0–1 | 2–0 | —   | 0–3 | 0–1 | 0–1 | 0–3 | 4–0 | 1–2 | 4–1 | 2–1 | 2–1 |
| Liverpool               | 2–2 | 1–1 | 9–0 | 1–0 | 3–3 | 0–0 | 1–1 | 2–0 | 1–0 | 1–2 | 2–1 | —   | 1–0 | 7–0 | 2–1 | 3–2 | 3–1 | 4–3 | 1–0 | 2–0 |
| Manchester City         | 4–1 | 3–1 | 4–0 | 1–2 | 3–1 | 1–0 | 4–2 | 1–1 | 2–1 | 2–1 | 3–1 | 4–1 | —   | 6–3 | 2–0 | 6–0 | 4–0 | 4–2 | 3–0 | 3–0 |
| Manchester United       | 3–1 | 1–0 | 3–0 | 1–0 | 1–2 | 4–1 | 2–1 | 2–0 | 2–1 | 2–2 | 3–0 | 2–1 | 2–1 | —   | 0–0 | 3–0 | 0–0 | 2–0 | 1–0 | 2–0 |
| Newcastle United        | 0–2 | 4–0 | 1–1 | 5–1 | 4–1 | 1–0 | 0–0 | 1–0 | 1–0 | 0–0 | 0–0 | 0–2 | 3–3 | 2–0 | —   | 2–0 | 3–1 | 6–1 | 1–1 | 2–1 |
| Nottingham Forest       | 1–0 | 1–1 | 2–3 | 2–2 | 3–1 | 1–1 | 1–0 | 2–2 | 2–3 | 1–0 | 2–0 | 1–0 | 1–1 | 0–2 | 1–2 | —   | 4–3 | 0–2 | 1–0 | 1–1 |
| Southampton             | 1–1 | 0–1 | 0–1 | 0–2 | 1–3 | 2–1 | 0–2 | 1–2 | 0–2 | 2–2 | 1–0 | 4–4 | 1–4 | 0–1 | 1–4 | 0–1 | —   | 3–3 | 1–1 | 1–2 |
| Tottenham Hotspur       | 0–2 | 0–2 | 2–3 | 1–3 | 2–1 | 2–0 | 1–0 | 2–0 | 2–1 | 4–3 | 6–2 | 1–2 | 1–0 | 2–2 | 1–2 | 3–1 | 4–1 | —   | 2–0 | 1–0 |
| West Ham United         | 2–2 | 1–1 | 2–0 | 0–2 | 0–2 | 1–1 | 1–2 | 2–0 | 3–1 | 3–1 | 0–2 | 1–2 | 0–2 | 1–0 | 1–5 | 4–0 | 1–0 | 1–1 | —   | 2–0 |
| Wolverhampton Wanderers | 0–2 | 1–0 | 0–1 | 2–0 | 2–3 | 1–0 | 2–0 | 1–1 | 0–0 | 2–4 | 0–4 | 3–0 | 0–2 | 0–1 | 1–1 | 1–0 | 1–0 | 1–0 | 1–0 | —   |

### Elhalasztott mérkőzések
2022. szeptember 9-én elhalasztották a szeptember 10–12-re tervezett mérkőzéseket, II. Erzsébet brit királynő halála miatt. A következő hétvégén pedig a tízből három mérkőzést elhalasztottak a temetése miatt.

## Statisztikák

### Gólok
| Helyezés | Játékos             | Csapat            | Gólok |
| -------- | ------------------- | ----------------- | ----- |
| 1        | Erling Haaland      | Manchester City   | 36    |
| 2        | Harry Kane          | Tottenham Hotspur | 30    |
| 3        | Ivan Toney          | Brentford         | 20    |
| 4        | Mohamed Szaláh      | Liverpool         | 19    |
| 5        | Callum Wilson       | Newcastle United  | 18    |
| 6        | Marcus Rashford     | Manchester United | 17    |
| 7        | Gabriel Martinelli  | Arsenal           | 15    |
| 7        | Martin Ødegaard     | Arsenal           | 15    |
| 7        | Ollie Watkins       | Aston Villa       | 15    |
| 10       | Aleksandar Mitrović | Fulham            | 14    |
| 10       | Bukayo Saka         | Arsenal           | 14    |

#### Mesterhármasok
| Játékos          | Csapat                 | Ellenfél                | Eredmény | Dátum                | For.    |
| ---------------- | ---------------------- | ----------------------- | -------- | -------------------- | ------- |
| Erling Haaland   | Manchester City        | Crystal Palace          | 4–2 (H)  | 2022. augusztus 27.  | [ 109 ] |
| Erling Haaland   | Manchester City        | Nottingham Forest       | 6–0 (H)  | 2022. augusztus 31.  | [ 110 ] |
| Ivan Toney       | Brentford              | Leeds United            | 5–2 (H)  | 2022. szeptember 3.  | [ 111 ] |
| Szon Hungmin     | Tottenham Hotspur      | Leicester City          | 6–2 (H)  | 2022. szeptember 17. | [ 112 ] |
| Leandro Trossard | Brighton & Hove Albion | Liverpool               | 3–3 (V)  | 2022. október 1.     | [ 113 ] |
| Erling Haaland   | Manchester City        | Manchester United       | 6–3 (H)  | 2022. október 2.     | [ 114 ] |
| Phil Foden       | Manchester City        | Manchester United       | 6–3 (H)  | 2022. október 2.     | [ 114 ] |
| Erling Haaland   | Manchester City        | Wolverhampton Wanderers | 3–0 (H)  | 2023. január 22.     | [ 115 ] |

### Gólpasszok
| Helyezés | Játékos                | Csapat                 | Gólpasszok |
| -------- | ---------------------- | ---------------------- | ---------- |
| 1        | Kevin De Bruyne        | Manchester City        | 16         |
| 2        | Leandro Trossard       | Arsenal                | 12         |
| 2        | Mohamed Szaláh         | Liverpool              | 12         |
| 4        | Bukayo Saka            | Arsenal                | 11         |
| 4        | Michael Olise          | Crystal Palace         | 11         |
| 6        | Rijad Mahrez           | Manchester City        | 10         |
| 7        | Trent Alexander-Arnold | Liverpool              | 9          |
| 7        | James Maddison         | Leicester City         | 9          |
| 9        | Christian Eriksen      | Manchester United      | 8          |
| 9        | Bruno Fernandes        | Manchester United      | 8          |
| 9        | Morgan Gibbs-White     | Nottingham Forest      | 8          |
| 9        | Pascal Groß            | Brighton & Hove Albion | 8          |
| 9        | Erling Haaland         | Manchester City        | 8          |
| 9        | Ivan Mbeumo            | Brentford              | 8          |
| 9        | Ivan Perišić           | Tottenham Hotspur      | 8          |
| 9        | Andrew Robertson       | Liverpool              | 8          |

### Kapott gól nélküli mérkőzések
| Helyezés | Játékos           | Csapat                  | Mérkőzések száma |
| -------- | ----------------- | ----------------------- | ---------------- |
| 1        | David de Gea      | Manchester United       | 17               |
| 2        | Alisson           | Liverpool               | 14               |
| 2        | Nick Pope         | Newcastle United        | 14               |
| 2        | Aaron Ramsdale    | Arsenal                 | 14               |
| 5        | David Raya        | Brentford               | 12               |
| 6        | Ederson           | Manchester City         | 11               |
| 6        | Emiliano Martínez | Aston Villa             | 11               |
| 6        | José Sá           | Wolverhampton Wanderers | 11               |
| 9        | Kepa Arrizabalaga | Chelsea                 | 9                |
| 10       | Łukasz Fabiański  | West Ham United         | 8                |
| 10       | Bernd Leno        | Fulham                  | 8                |
| 10       | Jordan Pickford   | Everton                 | 8                |

### Egyéb
Játékos
- Legtöbb sárga lap: 14[118]
  -  João Palhinha (Fulham)
- Legtöbb piros lap: 2[119]
  -  Casemiro (Manchester United)

Csapat
- Legtöbb sárga lap: 84[120]
  - Leeds United
  - Nottingham Forest
  - Wolverhampton Wanderers
- Legtöbb piros lap: 6[121]
  - Wolverhampton Wanderers

## Díjak

### Szezon végi díjak
Statisztikai díjak
| Díj                           | Játékos         | Csapat            | Díjazás dátuma  | Mennyiség   | F.      |
| ----------------------------- | --------------- | ----------------- | --------------- | ----------- | ------- |
| Premier League-aranycipő      | Erling Haaland  | Manchester City   | 2023. május 28. | 36 gól      | [ 122 ] |
| Premier League-aranykesztyű   | David de Gea    | Manchester United | 2023. május 13. | 17 CS       | [ 123 ] |
| Premier League-gólpasszkirály | Kevin De Bruyne | Manchester City   | 2023. május 28. | 16 gólpassz | [ 124 ] |

Egyéni díjak
| Díj                      | Játékos        | Csapat          | Díjazás dátuma  | F.      |
| ------------------------ | -------------- | --------------- | --------------- | ------- |
| A szezon menedzsere      | Pep Guardiola  | Manchester City | 2023. május 30. | [ 125 ] |
| A szezon játékosa        | Erling Haaland | Manchester City | 2023. május 27. | [ 126 ] |
| A szezon fiatal játékosa | Erling Haaland | Manchester City | 2023. május 27. | [ 127 ] |

### Hónap díjai
A 2022–2023-as szezonban az angol bajnokság bevezetett egy negyedik díjat is a három megszokott (a hónap edzője, a hónap játékosa és a hónap gólja) mellett, amit a legjobb védésnek ítélnek oda. A világbajnokság miatt novemberben és decemberben együtt adtak át díjat.
| Hónap              | A hónap edzője      | A hónap edzője          | A hónap játékosa  | A hónap játékosa  | Források        |
| Hónap              | Menedzser           | Csapat                  | Játékos           | Csapat            | Források        |
| ------------------ | ------------------- | ----------------------- | ----------------- | ----------------- | --------------- |
| Augusztus          | Mikel Arteta        | Arsenal                 | Erling Haaland    | Manchester City   | [ 129 ] [ 130 ] |
| Szeptember         | Erik ten Hag        | Manchester United       | Marcus Rashford   | Manchester United | [ 131 ] [ 132 ] |
| Október            | Eddie Howe          | Newcastle United        | Miguel Almirón    | Newcastle United  | [ 133 ] [ 134 ] |
| November/ December | Mikel Arteta        | Arsenal                 | Martin Ødegaard   | Arsenal           | [ 135 ] [ 136 ] |
| Január             | Mikel Arteta        | Arsenal                 | Marcus Rashford   | Manchester United | [ 137 ] [ 138 ] |
| Február            | Erik ten Hag        | Manchester United       | Marcus Rashford   | Manchester United | [ 139 ] [ 140 ] |
| Március            | Mikel Arteta        | Arsenal                 | Bukayo Saka       | Arsenal           | [ 141 ] [ 142 ] |
| Április            | Unai Emery          | Aston Villa             | Erling Haaland    | Manchester City   | [ 143 ] [ 144 ] |
|                    |                     |                         |                   |                   |                 |
| Hónap              | A hónap gólja       | A hónap gólja           | A hónap védése    | A hónap védése    | Források        |
| Hónap              | Menedzser           | Csapat                  | Játékos           | Csapat            | Források        |
| Augusztus          | Allan Saint-Maximin | Newcastle United        | Nick Pope         | Newcastle United  | [ 145 ] [ 146 ] |
| Szeptember         | Ivan Toney          | Brentford               | Jordan Pickford   | Everton           | [ 147 ] [ 148 ] |
| Október            | Miguel Almirón      | Newcastle United        | Kepa Arrizabalaga | Chelsea           | [ 149 ] [ 150 ] |
| November/ December | Demarai Gray        | Everton                 | Gavin Bazunu      | Southampton       | [ 151 ] [ 152 ] |
| Január             | Michael Olise       | Crystal Palace          | Nick Pope         | Newcastle United  | [ 153 ] [ 154 ] |
| Február            | Willian             | Fulham                  | David de Gea      | Manchester United | [ 155 ] [ 156 ] |
| Március            | Jonny               | Wolverhampton Wanderers | Aaron Ramsdale    | Arsenal           | [ 157 ] [ 158 ] |
| Április            | Matheus Nunes       | Wolverhampton Wanderers | Aaron Ramsdale    | Arsenal           | [ 159 ] [ 160 ] |